# Alfred Neubauer

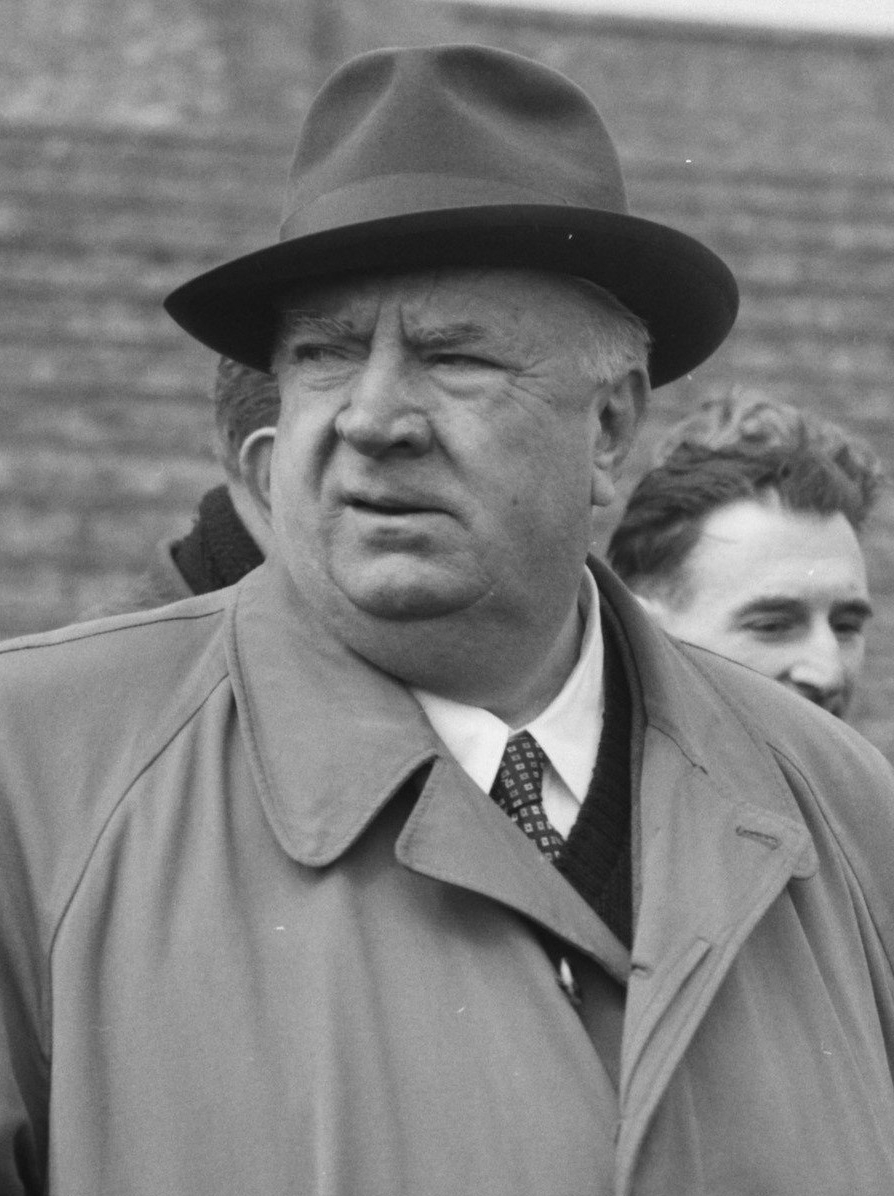
Alfred Neubauer, 1958

Alfred Neubauer (* 29. März 1891 in Neutitschein; † 21. August 1980 in Aldingen am Neckar) war ein deutsch-österreichischer Automobilrennfahrer und von 1926 bis 1955 Rennleiter des Mercedes-Benz-Grand-Prix-Teams. Aufgrund seines Einfallsreichtums als Rennleiter wurde er auch "der Mann der tausend Tricks" genannt. So entstanden unter seiner Leitung unter anderem die Mercedes-Silberpfeile.

## Leben
Neubauer war Offizier in der k. u. k.-Armee, wo er sich auch mit der Reparatur von Fahrzeugen beschäftigte. Nach Kriegsende ging er zu dem österreichischen Automobil-Hersteller Austro-Daimler in Wiener Neustadt. Ferdinand Porsche ernannte ihn 1920 zum Leiter der Einfahr-Abteilung.

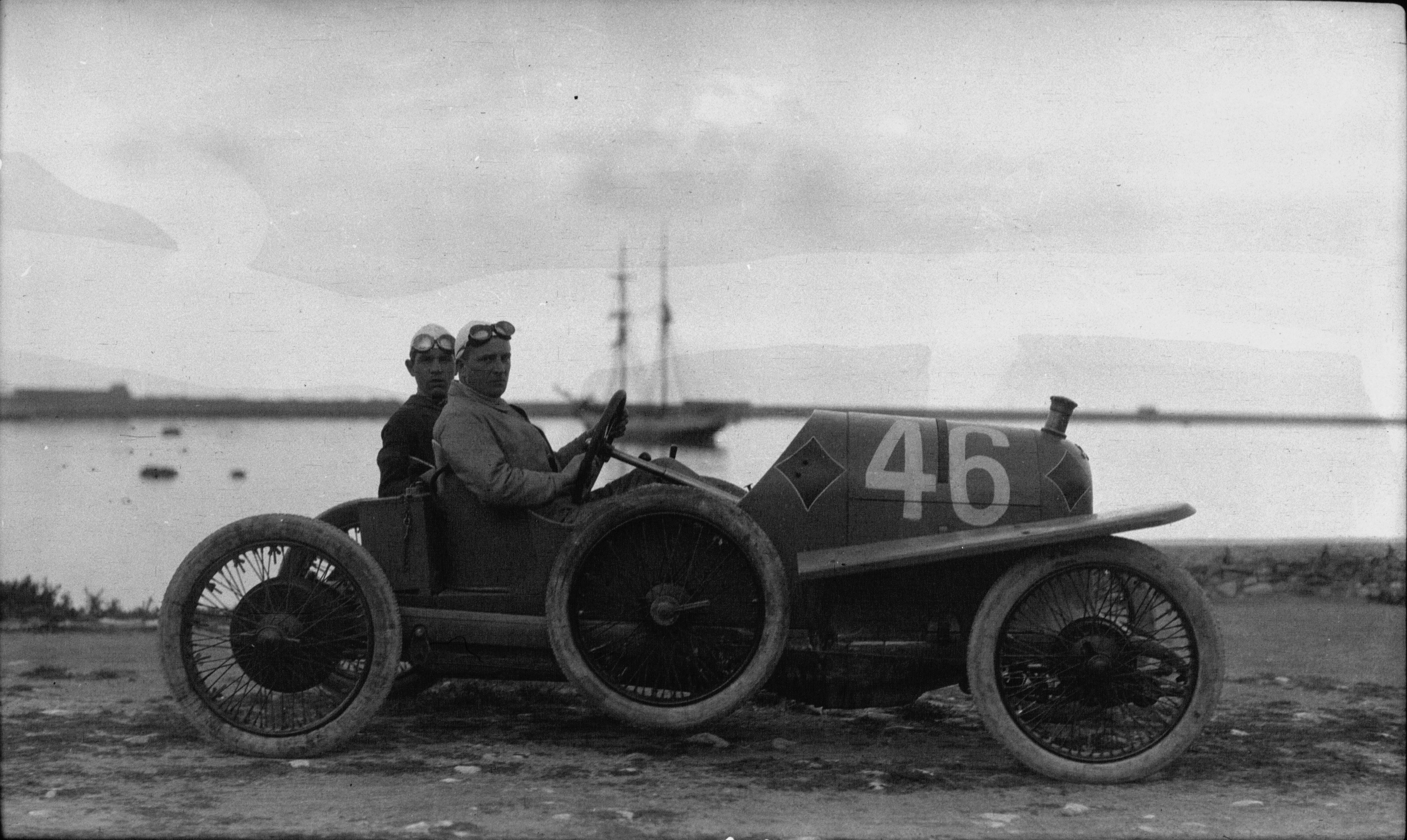
Alfred Neubauer in einem Austro-Daimler bei der Targa Florio 1922

Ab 1922 fuhr Neubauer auch Rennen, jedoch ohne großen Erfolg. So nahm er unter anderem mit einem „Sascha“-Rennwagen von Austro-Daimler an der Targa Florio in Sizilien teil.
Als Ferdinand Porsche 1923 zur Daimler-Motoren-Gesellschaft nach Stuttgart ging (Daimler-Benz wurde erst 1926 gegründet), nahm er Neubauer als bewährten Mitarbeiter mit. Da Neubauer erkannt hatte, dass er kein großes Rennfahrer-Talent war, kam er 1926 auf eine andere Idee: Er erfand den Posten des Rennleiters.
Weil die Rennfahrer bis dato keine Verbindung zur Außenwelt hatten, wussten sie oft nicht, an welcher Position sie lagen, und manchmal wurde ein Fahrer nach dem Rennen von der Nachricht überrascht, dass er gewonnen hatte. Daher erfand Alfred Neubauer ein ausgeklügeltes System mit Flaggen und Tafeln, mit denen er seinen Fahrern taktische Hinweise geben konnte. Als er das System am 12. September 1926 beim Solitude-Rennen erstmals testete, wurde er vom Veranstaltungsleiter erbost aufgefordert, die Rennstrecke zu verlassen, weil sein Mumpitz die Fahrer irritieren würde. Auf Neubauers Hinweis, er sei der Rennleiter, antwortete der Sportpräsident: „Sind Sie von Sinnen? Der Rennleiter bin ich!“
Bald stellten sich zahlreiche Erfolge der Mercedes-Mannschaft ein, die bis 1931 mit den Mercedes-SS- und -SSK-Rennsportwagen herausgefahren wurden und oft auf das Konto des damals besten Fahrers Rudolf Caracciola gingen. Neubauers Anteil bestand nicht nur in seinem taktischen Geschick, sondern auch in dem perfektionistischen, fast militärischen Drill der Mechaniker-Crew, der dem Team immer einen Zeitvorteil gegenüber der Konkurrenz verschaffte.
Eine Meisterleistung Neubauers war die Organisation des Einsatzes bei der Mille Miglia 1931, als er mit seinen wenigen Helfern quer durch Italien reisen musste, um jeweils vor Caracciola an den Haltepunkten zu sein.

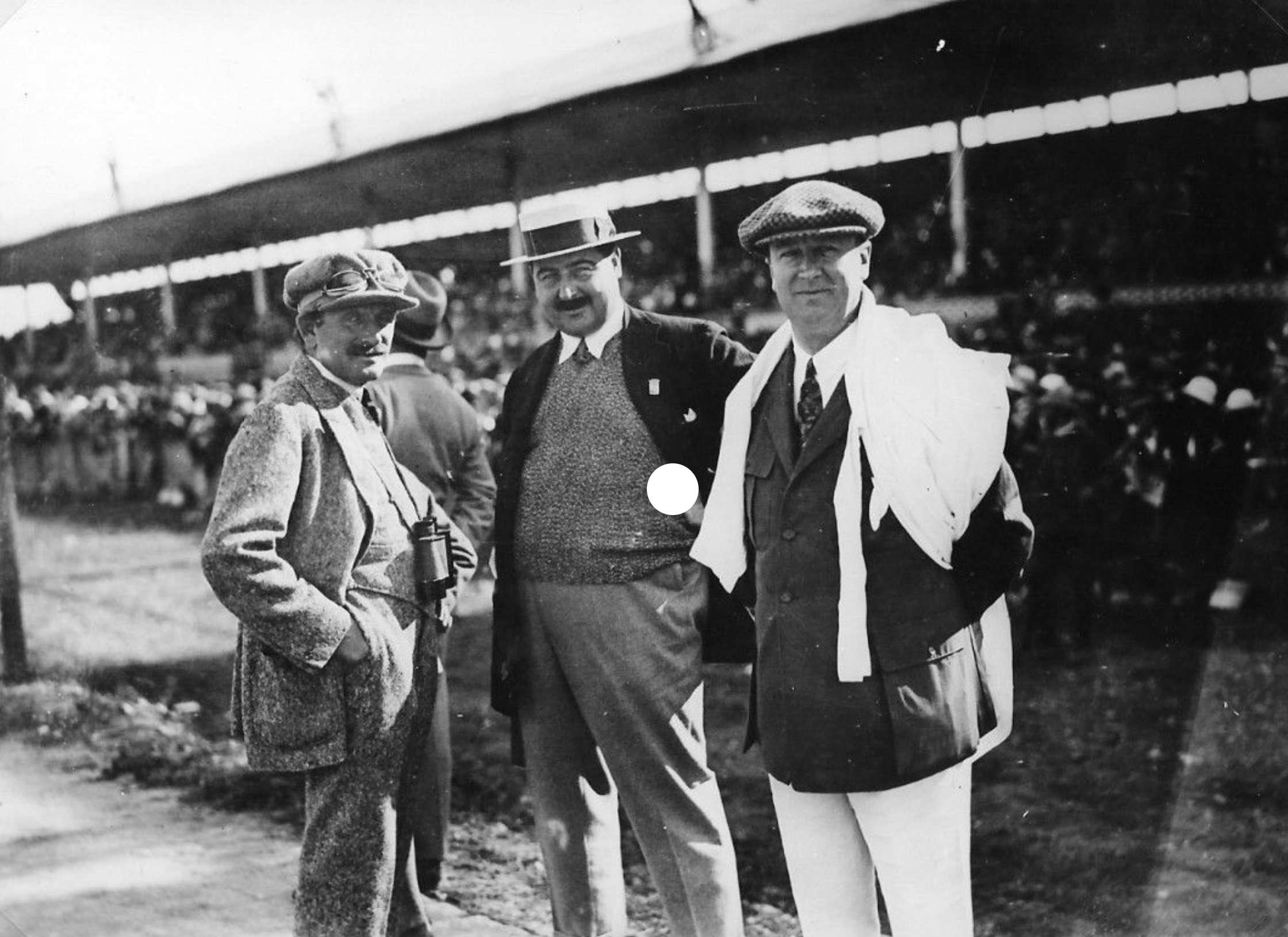
Alfred Neubauer mit Alexander Kolowrat-Krakowsky und Ferdinand Porsche

Die Zeit der größten Erfolge war die Silberpfeil-Ära (1934–1939), die fast mit einem Flop begann: Das Reglement schrieb ein Gewichtslimit von 750 kg vor, doch einen Tag vor dem ersten Einsatz des neuentwickelten Wagens zeigte die Waage 751 kg an. Wie es lange Zeit hieß, jedoch nicht zweifelsfrei bewiesen ist, kamen Manfred von Brauchitsch und Neubauer schließlich auf die Idee, den weißen Lack zu entfernen. Das silberne Aluminiumblech kam zum Vorschein, das Auto hatte an Gewicht verloren und der „Silberpfeil“ war geboren. Die Silberpfeil-Ära war geprägt von der Dominanz der deutschen Rennwagen und der Rivalität von Mercedes-Benz und Auto Union. Während seiner erfolgreichsten Phase bestand das Mercedes-Team aus den Stamm-Fahrern Rudolf Caracciola, Hermann Lang, Manfred von Brauchitsch und Richard Seaman. Aus dieser Zeit wird wohl auch die von Neubauer Hermann Lang zugeschriebene Aussage „Am Schluss wird zusammengezählt“ stammen.
Nach dem Krieg wollte Mercedes-Benz so bald wie möglich wieder ins Renngeschehen eingreifen, jedoch wurde für 1954 eine neue Rennformel ausgeschrieben, und es lohnte sich für die verbleibende kurze Zeit keine Neuentwicklung. Daher wurde als Verlegenheitslösung die Konstruktion der Mercedes 300 so umgearbeitet, dass daraus 1952 der Rennsportwagen 300 SL entstand. Neubauer führte diese Wagen zu Siegen bei der Carrera Panamericana und dem 24-Stunden-Rennen von Le Mans.
Als in der Formel-1-Saison 1954 wieder Formel-Rennwagen von Mercedes an den Start gingen, erwiesen sich die neuen Silberpfeile als ebenso überlegen wie vor dem Krieg, und Juan Manuel Fangio wurde 1954/1955 Formel-1-Weltmeister. Seinen wohl schwärzesten Tag als Rennleiter erlebte Neubauer am 11. Juni 1955 in Le Mans, als ein Mercedes-Benz 300 SLR ohne eigenes Verschulden in die Zuschauermenge geschleudert wurde und 84 Menschen tötete. Neubauer nahm nach Rücksprache in Stuttgart die verbliebenen Wagen aus dem Rennen.
Mercedes zog sich nach dem Le-Mans-Schock vom Rennsport zurück, und Alfred Neubauer ging in Rente. Als er zusammen mit Juan Manuel Fangio ein Tuch über die Rennwagen zog, die nun ins Museum rollen sollten, hatte er Tränen in den Augen. Karl Kling übernahm die Position des Rennleiters.
Als Mercedes-Benz 33 Jahre später, 1988, erstmals wieder werksmäßigen Automobilrennsport betrieb, war Alfred Neubauer bereits tot. Er ist heute Teil der Legende um die alten Silberpfeile. Seit 1997 nahmen erstmals McLaren-Mercedes im Silberpfeil-Design an der Formel-1-Weltmeisterschaft teil. Das erste Rennen eines so lackierten Autos konnte gleich David Coulthard auf McLaren-Mercedes gewinnen. 2010, im Jahr seines 30. Todestages, ging erstmals wieder ein eigenständiges Mercedes-Team mit Mercedes-Silberpfeilen an den Start.

## Anerkennungen
- Alfred-Neubauer-Gasse in Wiener Neustadt
- Vor dem ehemaligen Wohnhaus von Alfred Neubauer in Aldingen am Neckar befindet sich eine Gedenktafel.

## Publikationen
- Männer, Frauen und Motoren. Hans Dulk-Verlag, Hamburg 1959 / Motor Buch Verlag, Stuttgart 1970, ISBN 3-87943-159-0.
- Heute lacht man darüber. Verlag Auto-Revue, Luxemburg, 1951.